# Bertil di Svezia
Bertil Gustavo Oscar Carlo Eugenio Bernadotte (Stoccolma, 28 febbraio 1912 – Stoccolma, 5 gennaio 1997) è stato un principe svedese.

## Biografia

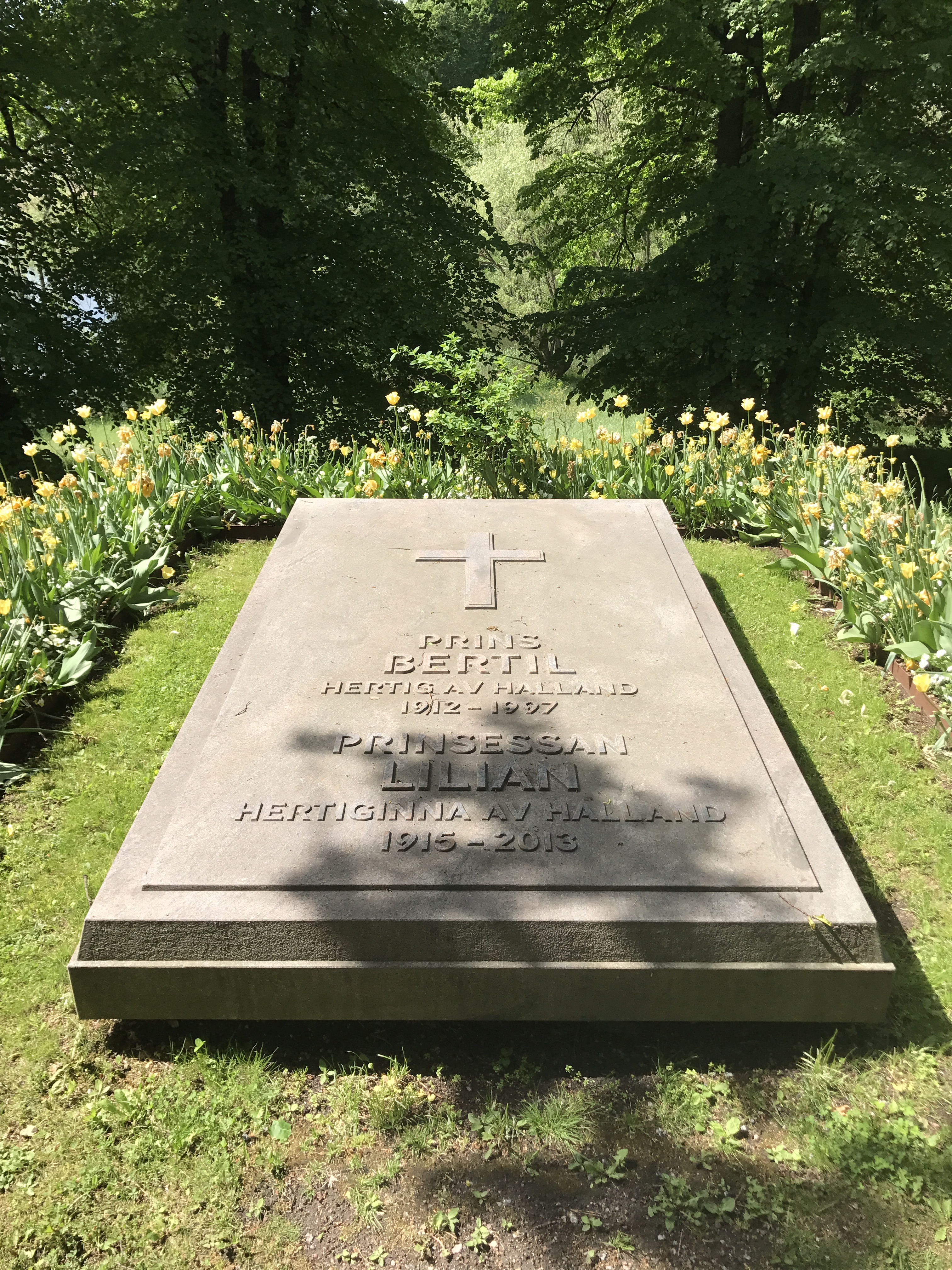
La tomba dei duchi di Halland

Era figlio del re Gustavo VI Adolfo di Svezia e della prima moglie Margherita di Sassonia-Coburgo-Gotha.
Quando suo fratello maggiore, il principe Gustavo Adolfo, morì nel 1947 lasciando un figlio piccolo, si prospettò che potesse un giorno diventarne reggente.
Per non perdere il suo legittimo posto nella linea di successione, scelse di non sposare la compagna Lilian Davies, con cui conviveva.
Dopo la morte di re Gustavo VI Adolfo nel 1973, il nuovo re Carlo XVI Gustavo di Svezia approvò il matrimonio, che venne celebrato nella cappella del castello di Drottningholm il 7 dicembre 1976.
Fino alla nascita di Carlo Filippo di Svezia nel 1979, Bertil continuò ad essere secondo in linea di successione al trono.
Nel 1980 l'atto di successione venne cambiato: i diritti al trono vennero ristretti ai discendenti di re Carlo XVI Gustavo; tuttavia venne creata una clausola per salvaguardare anche quelli del principe Bertil. Venne così stabilito che fosse il terzo nella linea di successione (poi divenuto quarto dopo la nascita della principessa Maddalena di Svezia nel 1982).
Dal 1973 fino alla sua morte fu il Gran Maestro della Massoneria svedese.
Il principe Bertil fu un fervido appassionato del motorismo. Pilota gentleman-driver dalla fine degli anni 30' agli anni 50' e protagonista di numerose gare automobilistiche in giro per l'Europa, pur di coltivare la sua passione si fece assumere come collaudatore presso la fabbrica di automobili Thulin quando non aveva ancora 18 anni, verso la fine degli anni 20'.
Appassionato di auto italiane riuscì a farsi confezionare su misura un'Alfa Romeo 6C 2500 Super Sport Farina Cabriolet. Innamorato delle auto italiane, collezionò Ferrari, Maserati e Alfa Romeo. Era presente alla presentazione ufficiale dell'Alfa Romeo 1900 il 2 ottobre 1950 a Milano presso l'Hotel Principe di Savoia.

## Albero genealogico
|                                      |                                   |                                        | Genitori                              |  |  | Nonni |  |  | Bisnonni           |  |  | Trisnonni         |  |
|                                      |                                   |                                        |                                       |  |  |       |  |  | Oscar II di Svezia |  |  | Oscar I di Svezia |  |
|                                      |                                   |                                        |                                       |  |  |       |  |  | Oscar II di Svezia |  |  | Oscar I di Svezia |  |
|                                      |                                   | Giuseppina di Leuchtenberg             |                                       |  |  |       |  |  | Oscar II di Svezia |  |  |                   |  |
| Gustavo V di Svezia                  |                                   |                                        |                                       |  |  |       |  |  | Oscar II di Svezia |  |  |                   |  |
|                                      |                                   | Sofia di Nassau                        | Guglielmo di Nassau                   |  |  |       |  |  |                    |  |  |                   |  |
|                                      |                                   | Sofia di Nassau                        | Guglielmo di Nassau                   |  |  |       |  |  |                    |  |  |                   |  |
|                                      |                                   | Sofia di Nassau                        | Paolina di Württemberg                |  |  |       |  |  |                    |  |  |                   |  |
| Gustavo VI Adolfo di Svezia          |                                   | Sofia di Nassau                        |                                       |  |  |       |  |  |                    |  |  |                   |  |
|                                      |                                   | Federico I di Baden                    | Leopoldo di Baden                     |  |  |       |  |  |                    |  |  |                   |  |
|                                      |                                   | Federico I di Baden                    | Leopoldo di Baden                     |  |  |       |  |  |                    |  |  |                   |  |
|                                      |                                   | Federico I di Baden                    | Sofia Guglielmina di Svezia           |  |  |       |  |  |                    |  |  |                   |  |
| Vittoria di Baden                    |                                   | Federico I di Baden                    |                                       |  |  |       |  |  |                    |  |  |                   |  |
|                                      |                                   | Luisa di Prussia                       | Guglielmo I di Germania               |  |  |       |  |  |                    |  |  |                   |  |
|                                      |                                   | Luisa di Prussia                       | Guglielmo I di Germania               |  |  |       |  |  |                    |  |  |                   |  |
|                                      |                                   | Luisa di Prussia                       | Augusta di Sassonia-Weimar-Eisenach   |  |  |       |  |  |                    |  |  |                   |  |
| Bertil di Svezia                     |                                   | Luisa di Prussia                       |                                       |  |  |       |  |  |                    |  |  |                   |  |
|                                      | Alberto di Sassonia-Coburgo-Gotha | Ernesto I di Sassonia-Coburgo-Saalfeld |                                       |  |  |       |  |  |                    |  |  |                   |  |
|                                      | Alberto di Sassonia-Coburgo-Gotha | Ernesto I di Sassonia-Coburgo-Saalfeld |                                       |  |  |       |  |  |                    |  |  |                   |  |
|                                      | Alberto di Sassonia-Coburgo-Gotha | Luisa di Sassonia-Gotha-Altenburg      |                                       |  |  |       |  |  |                    |  |  |                   |  |
| Arturo di Sassonia-Coburgo-Gotha     | Alberto di Sassonia-Coburgo-Gotha |                                        |                                       |  |  |       |  |  |                    |  |  |                   |  |
|                                      |                                   | Vittoria del Regno Unito               | Edoardo Augusto di Hannover           |  |  |       |  |  |                    |  |  |                   |  |
|                                      |                                   | Vittoria del Regno Unito               | Edoardo Augusto di Hannover           |  |  |       |  |  |                    |  |  |                   |  |
|                                      |                                   | Vittoria del Regno Unito               | Vittoria di Sassonia-Coburgo-Saalfeld |  |  |       |  |  |                    |  |  |                   |  |
| Margherita di Sassonia-Coburgo-Gotha |                                   | Vittoria del Regno Unito               |                                       |  |  |       |  |  |                    |  |  |                   |  |
|                                      |                                   | Federico Carlo di Prussia              | Carlo di Prussia                      |  |  |       |  |  |                    |  |  |                   |  |
|                                      |                                   | Federico Carlo di Prussia              | Carlo di Prussia                      |  |  |       |  |  |                    |  |  |                   |  |
|                                      |                                   | Federico Carlo di Prussia              | Maria di Sassonia-Weimar-Eisenach     |  |  |       |  |  |                    |  |  |                   |  |
| Luisa Margherita di Prussia          |                                   | Federico Carlo di Prussia              |                                       |  |  |       |  |  |                    |  |  |                   |  |
|                                      |                                   | Maria Anna di Anhalt                   | Leopoldo IV di Anhalt-Dessau          |  |  |       |  |  |                    |  |  |                   |  |
|                                      |                                   | Maria Anna di Anhalt                   | Leopoldo IV di Anhalt-Dessau          |  |  |       |  |  |                    |  |  |                   |  |
|                                      |                                   | Maria Anna di Anhalt                   | Federica di Prussia                   |  |  |       |  |  |                    |  |  |                   |  |
|                                      |                                   | Maria Anna di Anhalt                   |                                       |  |  |       |  |  |                    |  |  |                   |  |